# Lara Fabian (альбом, 2000)
«Lara Fabian» — четвёртый студийный альбом и первый альбом на английском языке певицы Лары Фабиан, вышедший в 2000 году. Общие продажи альбома: около 3 000 000 копий.

## История создания
После успеха альбома Pure в Европе, Лара Фабиан и её продюсер Рик Аллисон отправляются в Сан-Франциско и Нью-Йорк для записи первого англоязычного альбома. К написанию альбома были привлечены такие продюсеры и авторы песен, как Уолтер Афанасьефф (Мэрайя Кэри, Селин Дион, Майкл Болтон), Патрик Леонард (Мадонна), Сэм Уоттерс (Color Me Badd, Джессика Симпсон, Анастейша) и Марк Тейлор (Шер, Энрике Иглесиас). В процессе создания альбома было записано более 40 песен, большинство из которых не были включены в релиз. В написании многих песен участвовала сама Лара Фабиан. В разных вариациях альбом включает песни на английском, итальянском и испанском языках.

## Песни
Основа альбома — лирические баллады, демонстрирующие вокальные способности певицы (Broken Vow, You're not from here, Love By Grace, To love again — английская версия Si tu m'aimes). Кроме того, на альбоме представлены композиции в стиле R&B (Till I get over you, I am who I am); танцевальная композиция I will love again; звуки госпела пронизывают песни You are my heart и Part of me; стиль классического кроссовера на альбоме представляет композиция Adagio.
На мелодию песни Till I get over you также была параллельно написана песня для Анастейши I’m outta love.
Джош Гробан включил в свой альбом 2003 года «Closer» кавер-версию песни Broken Vow, написанной Ларой в соавторстве с Уолтером Афанасьеффом.

### Adagio
Альбом включает кроссовер знаменитой композиции Adagio с авторской аранжировкой. Лара Фабиан и Рик Аллисон пишут к ней текст, повествующий об одиночестве и ожидании настоящей любви. Песня представлена в двух вариантах — на итальянском и английском языках. Эта песня, возможно, лучше всех демонстрирует вокальные возможности Лары Фабиан. Певица исполняет её на вручении премии World Music Awards 2000.
Существует также версия этой песни, исполненная под аккомпанемент исключительно рояля.

### I Will Love Again
Эта танцевальная композиция продержалась в чартах Биллборд 58 недель и занимала первое место. Данная композиция имеет медленную версию ('ballad reprise') и версию на испанском языке (Otra amor vendra)

## Продвижение
Для продвижения альбома Лара Фабиан принимала участие во многих телевизионных шоу. С программой From Lara with Love Лара Фабиан выступит на телеканале PBS. Она также отправится в турне по американскому континенту, Латинской Америке, а затем по Европе (включая Германию и Португалию) и Азии.
Специальные выпуски её альбома будут произведены для азиатского и латиноамериканского рынка.
Лара Фабиан получит отпределенную популярность в Португалии, Китае (дуэт с китайским певцом Lee Hoom Wang The Light of My Life — часть азиатского релиза альбома), Бразилии (песня Love by Grace станет саундтреком мыльной оперы «Семейные узы»).

## Критика
Критики часто сравнивают этот альбом Лары Фабиан с творчеством Селин Дион. All Music Guide, отмечая схожесть репертуара двух франкофонных певиц, говорит о более широком голосовом диапазоне Лары Фабиан и лучшем, чем у Селин Дион, английском произношении.

## Награды
- Золотой альбом: Канада, Германия, Швейцария, Норвегия
- Платиновый альбом: Бельгия, Бразилия и Франция
- Трижды платиновый альбом: Португалия
- «World Music Award»

## Список композиций
| #           | Название                                    | Автор                                                                    | Продюсер                        | Длительность |
| ----------- | ------------------------------------------- | ------------------------------------------------------------------------ | ------------------------------- | ------------ |
| 1.          | «Adagio»                                    | Tomaso Albinoni (Ремо Джадзотто), Рик Аллисон, Лара Фабиан, Dave Pickell | Рик Аллисон                     | 04:28        |
| 2.          | «Part Of Me»                                | Лара Фабиан, Patrick Leonard                                             | Patrick Leonard                 | 04:32        |
| 3.          | «Givin’Up On You»                           | Лара Фабиан, Patrick Leonard                                             | Patrick Leonard                 | 04:36        |
| 4.          | «You Are My Heart»                          | Walter Afanasieff, Рик Аллисон, Лара Фабиан, John Bettis                 | Walter Afanasieff               | 04:10        |
| 5.          | «I Am Who I Am»                             | Рик Аллисон, Лара Фабиан, Evan Rogers, Carl Sturken                      | Evan Rogers, Carl Sturken       | 03:47        |
| 6.          | «To Love Again»                             | Рик Аллисон, Лара Фабиан                                                 | Рик Аллисон, Dave Pickell       | 03:46        |
| 7.          | «You’re Not From Here»                      | Walter Afanasieff, Рик Аллисон, Лара Фабиан, John Bettis                 | Walter Afanasieff               | 04:49        |
| 8.          | «Till I Get Over You»                       | Louis Biancaniello, Sam Watters                                          | Louis Biancaniello, Sam Watters | 03:45        |
| 9.          | «Love By Grace»                             | Wayne Tester, Dave Loggins                                               | Walter Afanasieff               | 04:09        |
| 10.         | «Yeliel (My Angel)»                         | Лара Фабиан, Patrick Leonard                                             | Patrick Leonard                 | 05:02        |
| 11.         | «I Will Love Again»                         | Paul Barry, Mark Taylor                                                  | Mark Taylor, Brian Rawling      | 03:45        |
| 12.         | «Broken Vow»                                | Walter Afanasieff, Лара Фабиан                                           | Walter Afanasieff               | 05:16        |
| 13.         | «Adagio» (Italian version)                  | Tomaso Albinoni, Рик Аллисон, Лара Фабиан, Dave Pickell                  | Рик Аллисон, Dave Pickell       | 04:28        |
| Бонус-треки |                                             |                                                                          |                                 |              |
| 14.         | «Before We Say Goodbye»                     | Joanne Houlden, Dave Pickell                                             | Рик Аллисон, Dave Pickell       | 04:28        |
| 15.         | «Ivy»                                       | Лара Фабиан, Glen Ballard                                                | Glen Ballard                    | 04:24        |
| 16.         | «Light Of My Life» (duet with Wang Lee Hom) | Amy Sky, Лара Фабиан, Dave Pickell                                       | Рик Аллисон, Dave Pickell       | 04:14        |
| 17.         | «I Will Love Again (ballad reprise)»        | Paul Barry, Mark Taylor                                                  | Рик Аллисон                     | 04:52        |
| 18.         | «Sola Otra Vez»                             | Лара Фабиан, K. C. Porter, Chein Garcia Alonso                           | K. C. Porter                    | 04:55        |
| 19.         | «Quédate»                                   | Denise Rich, K. C. Porter, Chein Garcia Alonso                           | K. C. Porter                    | 04:29        |
| 20.         | «Otro Amor Vendrá»                          | Paul Barry, Mark Taylor, Chein Garcia Alonso                             | Mark Taylor, Brian Rawling      | 03:42        |
| 21.         | «Otro Amor Vendrá (ballad reprise)»         | Paul Barry, Mark Taylor, Chein Garcia Alonso                             | Рик Аллисон                     | 04:53        |
| 22.         | «Sin Ti»                                    | Claudia Brandt, Danny Thomas                                             | Рик Аллисон                     | 04:09        |